# 24. век п. н. е.
24. век п. н. е. је почео 1. јануара 2400. п. н. е. и завршио се 31. децембра 2301. п. н. е.

## Личности

### Уметници

#### Уметници масовне културе
- 2333. п. н. е. била је успостављена Краљевина Кореја.

## Догађаји
Види такође: космолошка доба, геолошки еони, геолошке ере, геолошка доба, геолошке епохе, развој човека, миленији, векови године, дани